# 薬剤師リンチ殺人事件
薬剤師リンチ殺人事件（やくざいしりんちさつじんじけん）とは、1994年1月30日に当時29歳の元オウム真理教信者の薬剤師（以下O）が、静岡県富士宮市にあるオウム真理教の富士山総本部で治療を受けていた女性をその息子（以下Y）、親族達と共に救出しようとして失敗し、その教団の教祖である麻原彰晃の指示でYらによって殺害された事件。

## 概要
元オウム真理教信者のYとオウム真理教附属医院の薬剤師Oは、Yの母親を教団から連れ戻すため、2人で旧上九一色村の第6サティアンに侵入した。しかし捕獲され、麻原はYに対し、Oを殺せば許すと指示。指示通りYはOを絞殺した。裁判ではYに執行猶予判決が下った。

## 事件の経緯

### 発端
被害者O（明治薬科大学を卒業後に出家しオウム真理教附属医院に薬剤師として所属）と、加害者Y（音楽班に所属していたが事件当時は既に脱会）は教団内で知り合いであった。
さらに、Yの母もオウム真理教に入信していた。Yの母はパーキンソン病を罹患し、以前栃木県内の病院で治療を受けていたが、Yや越川真一から「オウムに入信して付属病院で治療を受ければ病気が治る」と説明を受け、それに従いオウム真理教付属医院に転院したものであった。だが病状は好転せず、1993年12月頃、Yの母はOと性欲の破戒をしたとして、第6サティアンに移動させられ治療を受け続けるとともに、PSIとよばれる修行をさせられていた。
Oは、Yの母への治療法に疑問を持ち、教団からの救出を決意。事件当時はすでに脱会していたYと、Yの父に協力を依頼した。

### 救出失敗
1994年1月29日、O、Y、Yの父、Yの弟はYの父が運転する車で宇都宮市から山梨県上九一色村にある第6サティアンへ向かう。
1994年1月30日の午前3時頃、4人は第6サティアンに到着。Yの父とYの弟は車で待機し、OとYが催涙スプレーを持ち第6サティアンに入り3階の医務室にいるYの母を抱えて救出しようとするが、発見される。催涙スプレーで抵抗するも越川真一らに取り押さえられ、ワゴン車で第2サティアンの尊師の部屋に連行される。

### 殺害
人物名は当時のもの。
「今から処刑を行う」として駆けつけた麻原は「これからポアを行うがどうだ」と尋ね、村井秀夫は「ポアしかないですね」、新実智光は「帰すと被害者の会やマスコミに話したりするのでポアしかない」、井上嘉浩は「泣いて馬謖を斬る。しかしポアするより生物兵器の実験台にした方がいい」などと発言した。後に、ここで麻原の正妻である松本知子が発言をしたかが裁判で争われた。
麻原はYに「Oを殺せば命を助ける」と発言。Yは麻原の気を変えさせようと、「どうしてもやらなきゃだめなんですか」「考える時間をください」と言ってみたり、父親が車を運転して来たことを話したりして時間を稼いだが、麻原はYに決断を迫った。Yに「やったらほんとに帰してもらえるんですか」と尋ねると麻原は「私が嘘をついたことがあるか」と答え、Yも悩んだ末実行に応じた。Oは怯えながらもYに「いいんだ、それより巻き込んじゃってごめんな」と答え、死を覚悟した。
Oがガムテープで目隠されると、麻原が「Oは催涙ガスを使ったんだったな、それならOにもやらないとまずいな」と言いだし、Oはビニール袋を頭部に被されたうえでビニール袋の端から催涙スプレーを噴射された。Oが幹部数名に押さえつけられながらも苦しんで暴れたため、ビニール袋が破けてガスが漏洩した。部屋にいた者が換気の為に窓を開けると、Oは「人殺し、助けてくれ」と叫んだ。2人ぐらいの者が、窓を開けた者に対し「何やってるんだ。周りに聞こえるじゃないか。」などと怒鳴り、窓は閉められた。新たにビニール袋を二重に頭に被せられたＯは、絞殺のために新実が持ってきたロープが巻き付けられようとした際には抵抗したり「もうしないから助けてくれ」と懇願した。Yは手錠をされていたうえOを押さえつける幹部らの隙間から絞殺を行ったため、Oが死亡するまでには時間を要した。死体はその後第2サティアン地下室のマイクロ波焼却装置で焼却された。

## 事件後
O殺害を見届けた麻原は、「あいつが殺したんだから警察には行けないだろう。大丈夫だ」とYの解放を幹部に指示したが、Yを自分の前に座らせると「おまえが犯した悪業はぬぐうことができない大悪業であり、ちょっとやそっとではぬぐうことはできないから、また入信して週一回は道場に来い」と言い、「おまえはこのことは知らない」と最後に付け加えた（YはO殺害について口外するなという意味で捉えた）。手錠を外されたうえでYは部屋から出され車で待機していた父親に引き渡された。身の危険を感じたYは川崎市内の自宅アパートを引き払い、秋田県に潜伏した。同年2月13日に井上から報告を受けた麻原は薬物を使った拉致を命令。井上・新実・中川・越川・後藤・林郁夫らがYの潜伏先に向かったが、警察に通報され、拉致は失敗した。

## 裁判
麻原彰晃・松本知子・杉本繁郎・中川智正・井上嘉浩・新実智光・村井秀夫・越川真一・Yが殺害に関与し、北村浩一・後藤誠・丸山美智麿が遺体の処理に関わったとされ、刺殺された村井以外が起訴された。Yは期待可能性がなかったと主張したが、第一審で懲役3年・執行猶予5年の有罪判決（検察の求刑は懲役4年）を受け、控訴。控訴審に時間がかかりすぎたため、1999年2月11日に取下げ、執行猶予付き有罪判決が確定した。上述の松本知子は「発言をしていない」として争ったが認められず実刑判決を受けた。